# Renaixença
La Renaixença ("Rinascimento" in lingua catalana; pron. /rənə'ʃɛnsə/) è stata una corrente letteraria catalana che si espande e si afferma nella seconda metà del secolo XIX.  
Per le sue tematiche ricorrenti (idealismo, individualismo, predominio dei sentimenti, esaltazione patriottica e scelta di tematiche storiche), la Renaixença è ascrivibile alla più ampia corrente del romanticismo europeo.

## Descrizione
Al pari di altri movimenti letterari del medesimo periodo (il Félibrige in Occitania, la Renaixensa in Galizia), la Renaixença catalana nacque dalla volontà di riscattare una letteratura nazionale da una secolare fase di decadenza dovuta al predominio culturale di una lingua statale non autoctona (in questo caso, il castigliano). In seguito alla guerra di successione spagnola (1701-1714) e ai successivi Decreti di Nueva Planta (1716) le secolari istituzioni e autonomie catalane erano state difatti soppresse, causando una progressiva decadenza della lingua, che non godeva più di alcuno status di ufficialità. 
Gli autori più importanti di questo movimento furono Joan Maragall, Jacint Verdaguer e Bonaventura Carles Aribau, mentre di grande rilevanza per la diffusione del movimento furono i Jocs Florals, una tenzone letteraria di origine medioevale riscoperta per l'occasione.
La Renaixença è strettamente collegata col modernismo catalano della fine del XIX secolo.